# Мерведе
Мерведе (нидерл. Merwede, МФА: [ˈmɛrˌʋeːdə]; вероятно, происходит от Merowe — «широкий поток») — нидерландский гидроним в дельте Рейна и Мааса. Входит в названия нескольких взаимосвязанных речных проток: Бовен-Мерведе, Бенеден-Мерведе и Ньиве-Мерведе.

## География
Река Маас сливается возле Ваудрихема с рекой Ваал (основной рукав Рейна), формируя Бовен-Мерведе («Верхняя Мерведе»). Через несколько километров ниже по течению она разделяется на Бенеден-Мерведе («Нижняя Мерведе», правый рукав) и Ньиве-Мерведе («Новая Мерведе», левый рукав). Ньиве-Мерведе в районе Лаге-Звалюве сливается с Бергсе-Маас, образуя эстуарий Холландс-Дип, а Бенеден-Мерведе разделяется около Папендрехта на реки Норд и Ауде-Маас.

## История
В средние века «Мерведе» было названием всей реки (вместе с Нордом и Ньиве-Маасом), считавшейся нижним течением Ваала. В конце средневековья крупное наводнение вынудило Маас изменить своё течение, и его основным руслом стала Мерведе; после этого ряд участков бывшей Мерведе стали называть Маасом (Ауде-Маас и Ньиве-Маас). Однако потом ряд наводнений (таких как Наводнение Святой Елизаветы (1404)) заставили Маас проложить себе новый путь к морю, в результате чего появился Холландс-Дип, а влияние Мааса на свои прежние эстуарии уменьшилось. Впоследствии Ауде-Маас и Ньиве-Маас были полностью отделены от самого Мааса; с той поры все участки прежней Мерведе стали частью дельты Рейна, а Маас получил новое русло — Бергсе-Маас. Разделение Рейна и Мааса уменьшило риск наводнений.